# Teresa Beirão
Teresa Sancha Braamcamp de Mancelos Beirão (Lisboa, 29 de Dezembro de 1954 - Beja, 11 de Fevereiro de 2015) foi uma arquitecta portuguesa.

## Biografia

### Primeiros anos e formação
Nasceu na cidade de Lisboa, em 29 de Dezembro de 1954, segunda de oito filhos de Caetano de Mello Beirão e Maria José Bastos Braamcamp de Mancelos. Frequentou a Escola Superior de Belas Artes de Lisboa, onde tirou uma licenciatura em arquitectura em 1979.

### Carreira profissional
Trabalhou originalmente no gabinete do arquitecto Francisco Caldeira Cabral, e em 1985 integrou-se na Câmara Municipal de Odemira, onde esteve até 1990. Durante este período esteve muito ligada à arquitectura tradicional alentejana, onde aprendeu sobre os processos de construção, especialmente o uso da taipa. Esteve à frente do gabinete de projectos at5 entre 1997 e 2004, em conjunto com o seu marido, o arquitecto Alexandre Bastos, tendo ambos feito um grande número de obras, principalmente dentro do município de Odemira. Entre os seus trabalhos contam-se vários edifícios novos ou obras de intervenção, em edifícios públicos e privados, tendo alguns deles sido de teor humanitário. Foi responsável pelo complexo de turismo rural da Herdade do Reguenguinho, o conjunto de habitações sociais de Mumemo (em conjunto com o arquitecto Miguel Mendes), na cidade de Maputo, em Moçambique, o Infantário Beatriz Gâmboa e a Casa Maria Luísa em Boavista dos Pinheiros, e em São Luís o Centro de Dia e o Mercado, este último em conjunto com Alexandre Bastos. A sua última obra foi o Lar D. José do Patrocínio Dias, em conjunto com o arquitecto Bartolomeu Costa Cabral.
Exerceu como arquitecta, tendo trabalhado em edifícios públicos e residenciais, e feito várias intervenções em monumentos, como o Castelo de Paderne. Foi responsável pelo edifício do  de São Luís, na vila de Odemira, em conjunto com Alexandre Bastos, e pelo arranjo paisagístico do Vila Monte Farm House, em Moncarapacho.
Foi uma das principais promotoras na arquitectura contemporânea de terra em Portugal, tendo sido pioneira no método da construção em terra, e uma das principais responsáveis pelo renascimento do uso de terra crua na arquitectura, em meados da década de 1990. Colaborou em seminários e em conferências internacionais, e foi responsável pela organização de diversas exposições e acções de formação sobre a arquitectura da terra. Foi uma das fundadoras e colaboradoras da Associação Centro da Terra, à qual presidiu durante dois mandatos sucessivos, entre 2008 e 2011, embora o seu segundo mandato tenha sido terminado prematuramente devido a problemas de saúde. Dedicou-se igualmente ao desenvolvimento da taipa, material utilizado tradicionalmente na construção de edifícios na região do Alentejo até às décadas de 1950 e 1960, e que era habitualmente empregue pelas camadas mais baixas da população, tendo conseguido a sua reabilitação no âmbito da arquitectura contemporânea. Planeou várias casas em taipa, que se destacam por não terem cobertura nas paredes exteriores, mostrando explicitamente o seu material de construção.

### Falecimento
Faleceu em 11 de Fevereiro de 2015, na cidade de Beja, tendo residido nos últimos meses no Lar D. José do Patrocínio Dias.

## Homenagens
Em 2013, a Associação Centro da Terra colocou o nome de Teresa Beirão no seu Centro de Documentação, no interior da Biblioteca Municipal Manuel da Fonseca, em Santiago do Cacém.
Em Maio de 2015, a Ordem dos Arquitectos iniciou a exposição itinerante Teresa Beirão – Uma obra dedicada à arquitectura de terra, que percorreu várias zonas do país.